# جامعة محمود قشغاري برسقاني الشرقية
تقع جامعة محمود قشغاري برسقاني الشرقية في مدينة بشكيك عاصمة جمهورية قرغيرستان، وقد أنشأت عام 1999م باسم (الجامعة القيرغيزية الكويتية) بمبادرة من مجموعة من العرب العاملين في حقل الأعمال الخيرية في وسط آسيا، وبدعم مالي من المؤسسات الخيرية الرسمية والشعبية في دولة الكويت، ويعد عبد اللطيف الهاجري صاحب السهم الأكبر في تأسيس هذه الجامعة.
تعتبر الجامعة أهم صرح علمي لتدريس اللغة العربية في دول وسط آسيا، حيث تحتوي على قسم للغة العربية يدرس به أساتذة من دول عربية مختلفة، كما أنها الجامعة الوحيدة التي تدرس ماجستير اللغة العربية في وسط آسيا. وهي مركز للتبادل الثقافي والحضاري بين العالم العربي ودول آسيا الوسطى.
حصلت الجامعة على مجموعة من الجوائز العالمية، منها جائزة نجمة تدمر العالمية من أمانة مدينة أكسفورد عام 2010م، وجائزة تطبيق المقاييس الأروبية في التعليم من مجلس رجال الأعمال الأوروبيين في سويسرا في عام 2011م، كما حصلت على مرتبة (جراند بري) بين جامعات قيرغيزستان في مهرجان ربيع يشكيك الثقافي 2012م.